# Heliotropium ramosissimum
Heliotropium ramosissimum é uma espécie de planta com flor pertencente à família Boraginaceae. 
A autoridade científica da espécie é (Lehm.) DC., tendo sido publicada em Prodromus Systematis Naturalis Regni Vegetabilis 9: 536. 1845.

## Portugal
Trata-se de uma espécie presente no território português, nomeadamente no Arquipélago da Madeira.
Em termos de naturalidade é nativa da região atrás indicada.

## Protecção
Não se encontra protegida por legislação portuguesa ou da Comunidade Europeia.